# Pentaphlebia gamblesi
Pentaphlebia gamblesi är en trollsländeart som beskrevs av Albert Eide Parr 1977. Pentaphlebia gamblesi ingår i släktet Pentaphlebia och familjen Amphipterygidae. IUCN kategoriserar arten globalt som akut hotad. Inga underarter finns listade i Catalogue of Life.